# 구카타니촌
구카타니촌(九箇谷村)은 니가타현 이와후네군에 설치되었던 촌이다. 현재의 세키카와촌에 해당한다.